# 入江経一
入江 経一（いりえ けいいち、1950年 - ）は、日本の建築家、工業製品デザイナー・キュレーター・デザインディレクター。デザイン教育者。デザイン教育者としての専門はインタラクションデザイン理論やインタラクションデザインプログラム。建築とアート、デジタルネットワーク環境などの境界域で活動を築いてきた人物。多摩美術大学美術学部、情報科学芸術大学院大学教授を歴任し、現神戸芸術工科大学大学院／芸術工学部映像表現学科教授。東京出身。

## 経歴
1974（昭和49）年、東京芸術大学美術学部建築科卒業、1976年同大学大学院修士課程修了。大学院時代に建築評論も行っていた評論家の多木浩二と出会ってMOMAでの都市展（1975年）に向けて1年半のリサーチと制作にかかわり、都市フィールドワークとその理論化を図る。
1976～1980年、東京工業大学篠原一男研究室に所属。1980年、入江建築設計事務所設立、1987年、パワーユニットスタジオに改称。1998～2000年、多摩美術大学美術学部情報デザイン学科教授。1997年にIAMAS/イアマス・岐阜県立国際情報科学芸術アカデミー講師。2000年から2010年、岐阜県立情報科学芸術大学院大学教授を務める。

## 主な作品と受賞歴
- 1980年、逗子海岸の住宅（個人邸，神奈川県）[13]
- 1983年、八柱の住宅（個人邸，千葉県）
- 1985年、参宮橋の住宅（個人邸，東京都）
- 1986年、Zハウス 工業化住宅（積水ハウスと共同開発，茨城県）
- 1987年、Striped Office（松本会計事務所本社ビル，東京都）
- 1989年、千葉の住宅（個人邸，千葉県）
- 1989年、Transfiguration （Brussels）
- 1991年、モノル（玉川学園集合住宅、神奈川）  1992 『住宅建築』住宅建築賞特別賞受賞
- 1991年、桜上水展示場積水ハウスisフラット（東京），グッドデザイン賞受賞
- 1992年、Bean house（東京）
- 1993年、石打ダム資料館（熊本アートポリス）[14][15][16]1994 'Architecture of the year', 松井源吾賞[17]
- 1995年、東京世界都市博覧会 メインゲート施設（東京都）
- 1996年、W house （東京） 1996 吉岡賞[18]
- 1999年、T house／祐天寺T邸（住居＋事務所）[19]　西麻布の住宅
- 2001年、C house（東京都）[20]　Ta House（千葉県）
- 2002年、Y house（愛知県）Sony PW-1研究所（東京都）[21][22][23]
- 2003年、奥寺邸（個人邸、東京都）
- 2004年、O house（東京都）法要寺改装（東京都）[24]
- 2006年、TESSERA FABRICA 有田焼デザイン食器シリーズ[25]
- 2006年、INAX eモダン水栓シリーズ グッドデザイン賞
- 2007年、M house[26]、I HOUSE
- 2008年、K house（長野県）
- 2008年、INAX CLシステムキッチン INAX CLバスルームユニット グッドデザイン賞
- 2010年、Point Perry（港湾厚生施設住宅、静岡県下田市）[27][28][29]
- 2010年、C House（東京都）[30]
- 2011年、フォームバス Sphiano グッドデザイン賞
- 2012年、カーボンファイバー自転車 MINO
- 2012年、W House（東京都）
- 2012年、岐阜国体競技場炬火台
- 2012年、Ghost Trio [31]

## 展覧会
インスタレーション作品を出品するなどの活動も早くから行っていた。
- 1989年、トランスフィギュレーション展（ブリュッセル）
- 1990年、Prjeject ATLAS展,  Store Front,  ニューヨーク
- 1990年、TechnoCulture 91 in Scotland展示,   インバネス
- 1990年、2001年の住宅展,  Tokyoドーム,  東京
- 1990年、建築のラストシーン展,  東光現代美術館,  東京
- 1991年、キャラバン展（シドニー現代美術館）
- 1991年、Show Of The Year受賞
- 1991年、T-Zone展,  ロンドン
- 1992年、InterCommunication'92RemovableReality'展（東京）
- 1992年、World Design Conference 92',  サンフランシスコ
- 1992年、Removable Reality展,  藤幡正樹と協働,  青山スパイラルホール,  東京
- 1993年、アルス・エレクトロニカ展,  リンツ
- 1993年、Doors of perception,  アムステルダム
- 1993年、Design Renaissance,  グラスゴー
- 1993年、Architecture and colour展,   ロンドン
- 1993年、A.A scholl Japan studio,   ロンドン
- 1994年、Architecture of the year展,  東京
- 1995年、横浜国際建築デザイン会議,  インスタレーション,  横浜
- 1996年、「Tokyo Continuum」ベネチア・ビエンナーレ・イタリア館
- 1996年、VeneciaBiennale展（イタリア館）
- 1997年、海市展, ICCギャラリー,  東京
- 1997年、Space Out国際会議(ロンドンICA)講演
- 1998年、2012年、GAProject展（東京GAギャラリー）
- 1999年、Robotics展会場構成,   ICCギャラリー,  東京
- 1999年、AA school国際コンペ作品展会場構成, 東京TN prove
- 2000年、海市展（東京ICC）
- 2000年、TowardsTotalscape（アムステルダム）
- 2002年、VRMLヴァーチャルリアリティ国際学会,  慶州
- 2003年、House Of Tommrrow,  メルボルン

## 作風
小学館　日本大百科全書「より広いデザインのジャンルのなかで建築とかかわるために、入江の建築やデザインの表現は、建築家としての自らのスタイルの確立というよりも、雑然とした日本の都市とのかかわりを表現したり、形態がつくられるシステムそのものを見せようとする。」「卓越したデザインセンスを備えているというだけではなく、プロダクト・デザインや建築に対してさまざまな方法でアプローチする入江の視線は常に現代都市、すなわち情報化された消費社会と向きあっている。」